# Diana Rasimovičiūtė-Brice
Diana Rasimovičiūtė-Brice (ur. 25 lutego 1984 w Ignalinie) – litewska biathlonistka, reprezentantka kraju na międzynarodowych rozgrywkach, medalistka mistrzostw Europy.
Jej najlepszy dotychczasowy wynik w Pucharze Świata to 11. miejsce w sprincie w P'yŏngch'ang w sezonie 2008/09.
Podczas Igrzysk Olimpijskich w Salt Lake City w roku 2002 zajęła 66. miejsce w sprincie. Na Igrzyskach Olimpijskich w Turynie w roku 2006 zajęła 66. miejsce w biegu indywidualnym, 18. w sprincie i 27. w biegu pościgowym.
Na Mistrzostwach świata w 2001 w Pokljuce zajęła 78. miejsce w sprincie.
Podczas Mistrzostw świata w 2004 w Oberhofie zajęła 50. miejsce w biegu indywidualnym, 59. w sprincie i odpuściła start w biegu pościgowym.
Podczas Mistrzostw świata w 2005 w Hochfilzen zajęła 78. miejsce w biegu indywidualnym, 58. w sprincie i 49. w biegu pościgowym.
Na Mistrzostwach świata w roku 2007 w Anterselvie zajęła 59. miejsce w biegu indywidualnym, 31. w sprincie i 32. w biegu pościgowym. Na Mistrzostwach świata w 2008 w Östersund zajęła 55. miejsce w biegu indywidualnym, 47. w sprincie i 45. w biegu pościgowym.
Na Mistrzostwach świata w 2009 w Pjongczangu zajęła 47. miejsce w biegu indywidualnym, 11. w sprincie, 31. w biegu pościgowym oraz 28. w biegu masowym.

## Osiągnięcia

### Zimowe Igrzyska Olimpijskie
| 2002 Salt Lake City/Park City (USA)                    | 66. miejsce (SP)                                     |
| 2006 Turyn/Cesana San Sicario (Włochy)                 | 66. miejsce (IN), 18. miejsce (SP), 27. miejsce (PU) |
| 2010 Vancouver/Whistler (Kanada)                       | 30. miejsce (IN), 25. miejsce (SP), 34. miejsce (PU) |
| 2014 Soczi/Krasnaja Polana (Rosja)                     | 41. miejsce (IN), 50. miejsce (SP), 42. miejsce (PU) |
| 2018 Pjongczang/Daegwallyeong-myeon (Korea Południowa) | 75. miejsce (IN), 65. miejsce (SP), DNF (MR)         |

### Mistrzostwa Świata
| 2001 Pokljuka (Słowenia)             | 78. miejsce (SP)                                                       |
| 2004 Oberhof (Niemcy)                | 50. miejsce (IN), 59. miejsce (SP), LAP (PU)                           |
| 2005 Hochfilzen (Austria)            | 78. miejsce (IN), 58. miejsce (SP), 49. miejsce (PU)                   |
| 2007 Anterselva (Włochy)             | 59. miejsce (IN), 31. miejsce (SP), 32. miejsce (PU)                   |
| 2008 Östersund (Szwecja)             | 55. miejsce (IN), 47. miejsce (SP), 45. miejsce (PU)                   |
| 2009 P'yŏngch'ang (Korea Południowa) | 47. miejsce (IN), 11. miejsce (SP), 31. miejsce (PU), 28. miejsce (MS) |
| 2011 Chanty-Mansyjsk (Rosja)         | 60. miejsce (SP), DNS (PU)                                             |
| 2012 Ruhpolding (Niemcy)             | 55. miejsce (IN), 45. miejsce (SP), 50. miejsce (PU)                   |
| 2013 Nové Město na Moravě (Niemcy)   | 70. miejsce (IN), 40. miejsce (SP), 38. miejsce (PU)                   |

### Puchar Świata

#### Miejsca w klasyfikacji generalnej
| Sezon     | Miejsce |
| --------- | ------- |
| 2005/2006 | 63.     |
| 2006/2007 | 59.     |
| 2007/2008 | 68.     |
| 2008/2009 | 56.     |
| 2009/2010 | 49.     |
| 2010/2011 | 83.     |
| 2011/2012 | 46.     |

## Biegi narciarskie

### Mistrzostwa świata
| Miejsce | Dzień     | Rok  | Miejscowość   | Konkurencja        | Czas biegu  | Strata      | Zwycięzca      |
| ------- | --------- | ---- | ------------- | ------------------ | ----------- | ----------- | -------------- |
| 45.     | 26 lutego | 2013 | Val di Fiemme | 10 km st. dowolnym | 25:23.4 min | +2:19.9 min | Therese Johaug |